# 세븐 시스터스 (서식스)

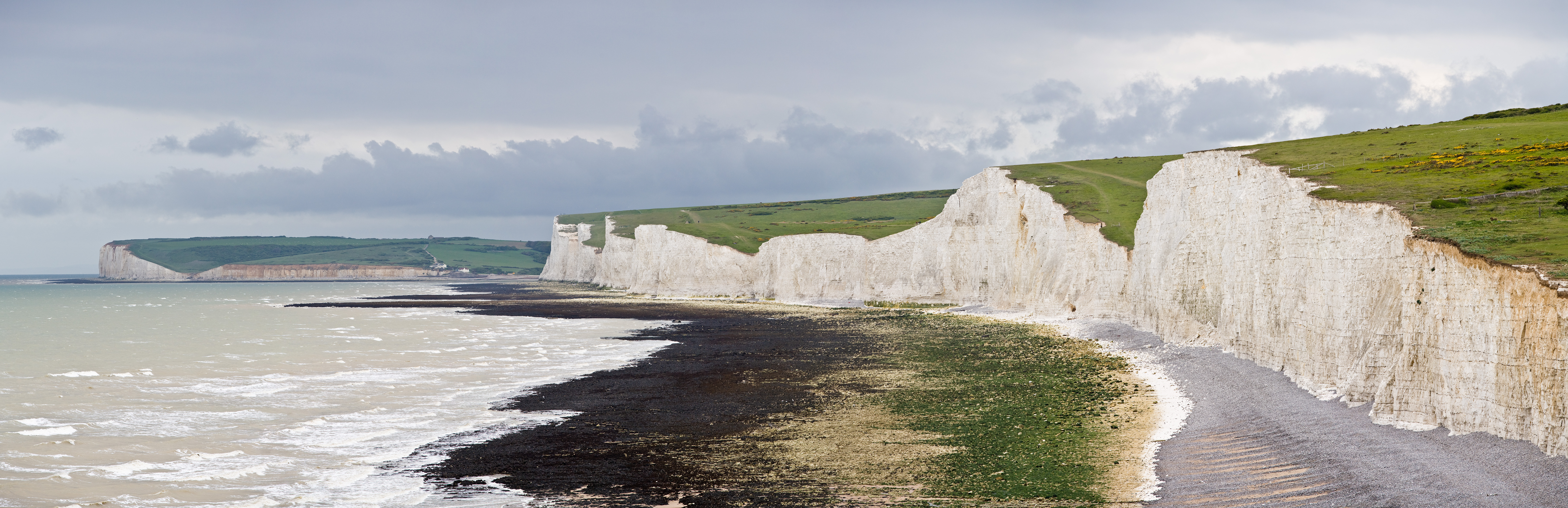

세븐 시스터스(Seven Sisters)는 영국 해협 인근의 백악 절벽이다. 이스트서식스 주 시퍼드 읍에서 이스트본 읍 사이에 걸쳐 있다. '칠자매'라는 이름은 일곱 봉우리가 있다 하여 붙여졌다.
칠자매 절벽은 보다 유명한 도버 백악절벽에 비해 사람의 손때가 덜 묻었기 때문에 영화 촬영이나 텔레비전 촬영 등에서 도버 절벽의 대용품으로 사용되기도 한다.